# Будо

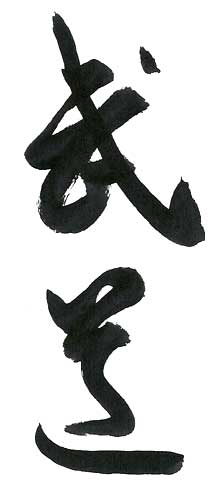
Кондо Кацуюки. «Путь воина». Каллиграфия. 2007. Бумага, тушь

Будо (яп. 武道 будо:) — современные японские боевые искусства.

## Этимология
Термин состоит из двух иероглифов: бу (武) — война, бой, воин или боец — и до (道) — путь. Переводится как «боевые пути». Следует отличать от «пути воина» — бусидо.
Слово будзюцу (яп. 武術:じゅつ) используется как синоним «будо», однако термином «будзюцу» чаще обозначают традиционные японские боевые искусства (возникшие до реставрации Мэйдзи) или боевые искусства феодальной Японии.
Понятие бу уже в самых ранних японских текстах использовалось для обозначения военной области. Например, оно входит в состав таких слов, как буси (военная аристократия) и букэ сэйдзи (военное правление). Дзюцу примерно можно перевести как «метод», «искусство», «техника». В Японии существовало много разнообразных видов оружия и вариантов его использования, из которых составлялись отдельные специализации, а слово дзюцу являлось составной частью названия каждой специализации. Например, специализация кэндзюцу, искусство владения мечом, состоит из слов дзюцу (искусство) и кэн (меч).
По принятой в современной Японии классификации, все боевые искусства делятся на традиционные воинские искусства (корю будзюцу) и так называемые современные боевые искусства (гэндай будо).

## Будзюцу
Смотрите также: ушу
В современном историческом использовании будзюцу переводится как боевое искусство, военная наука или военная стратегия в зависимости от контекста и характеризуется практическим применением техники в реальном мире или на поле боя. Будо, означающее боевой путь, имеет более философский акцент, но в действительности будо считается общим термином для всех боевых искусств в Японии.
Гражданский против. военный
Многие считают будо более гражданской формой боевых искусств, как интерпретацию или эволюцию более старого будзюцу, которое они классифицируют как более милитаристский стиль или стратегию. Согласно этому различию, современное гражданское искусство преуменьшает значение практичности и эффективности в пользу личного развития с точки зрения пригодности или духовности. Разница заключается между более «гражданскими» и «военными» аспектами боя и личного развития. Они рассматривают будо и будзюцу как представление определенной стратегии или философии в отношении боевых систем, но, тем не менее, эти термины применяются довольно свободно и часто взаимозаменяемы.
искусство против. 

## Стиль жизни
Одна точка зрения состоит в том, что будзюцу — это боевое искусство, которое вы практикуете, тогда как будо — это образ жизни, которым вы живете, и путь, по которому вы идете, практикуя будзюцу. Например, можно сказать, что дзюдо и джиу-джитсу, практикуемые как боевое искусство, являются одним и тем же, а это означает, что практика дзю-дзюцу ведет к образу жизни дзюдо.

## Спорт
Будо участвовал в демонстрационной программе Летних Олимпийских игр 1964 года.

## Соревнования
Проводится открытый чемпионат мира по боевым искусствам будо.
С 13 по 17 октября 2023 года в г. Ван (Турция) прошёл открытый чемпионат мира по будо. В чемпионате приняли участие 1132 спортсмена из 32 стран мира. Соревнования проводились среди кадетов, юниоров, женщин, мужчин. В общем командном зачёте первое место заняла сборная Ирана, второе — Азербайджана, третье — Турции, четвёртое - Афганистана.

## Основные направления будо
- Карате
- Дзюдо
- Иайдо
- Кэндо
- Кюдо
- Дзёдо
- Кикбоксинг
- Кудо
- Айкидо
- Сёриндзи-кэмпо